# ظافر صاحب
ظافر صاحب مواليد 7 يوليو 1953 في العراق، هو مدرب كرة يد محترف وهو يدرب حاليا منتخب العراق لكرة اليد. درب سابقا منتخب الأردن ولبنان، خاض ظافر صاحب تجارب احترافية خارج العراق على مدار 21 عام.

## المؤهلات العلمية والمبادرات الشخصية (Education)
- عضو لجنة التدريب والاساليب – اتحاد آسيا لكرة اليد. 2017 – مستمر
- عضو اللجنة الاستشارية لمراكز رعاية الموهبة الرياضية في وزارة الشباب والرياضة. 2015- مستمر
- مدير مركز رعاية الموهوبين لكرة اليد في وزارة الشباب والرياضة. 2015- مستمر
- عضو لجنة الخبراء في اللجنة الاولمبية. 2016
- مشارك في الدراسات الدولية لمدربي كرة اليد (المستوى العالي) / قطر. 2012
- محاضر في المركز الاولمبي الأردني لاعداد المدربين والقادة الشباب / المملكة الأردنية. 2001
- مشارك في الدورة التدريبية الدولية / المملكة الأردنية. 1993
- محاضر في كلية التربية البدنية وعلوم الرياضة / جامعة بغداد. 1989 - 1992
- رئيس لجنة مدربين في الاتحاد العراقي لكرة اليد. 1988 - 1992
- عضو لجنة مدربين – اتحاد آسيا لكرة اليد. 1988– 1991
- مدير إدارة نادي الرشيد العراقي. 1990
- مشارك في الدورة التدريبية الدولي – بودابست (هنغاريا). 1988
- مشارك في الدورة التدريبية الدولي – فرايبورغ (ألمانيا). 1983
- مشارك في الدورة التدريبية الدولي – (تونس). 1981
- مشارك في الدورة التدريبية الدولي – (الجمهورية العربية السورية). 1978
- بكالوريوس تربية بدنية وعلوم الرياضة / جامعة بغداد. 1977

## المؤهلات العملية والانجازات (work experience)

### ادناه المنتخبات والاندية التي اشرف على تدريبها وكان مدرب فني أول لها
- منتخب العراق لكرة اليد «رجال»

المشاركة في دورة دورة الألعاب الاسيوية «جاكارتا 2018» –. 2018
- منتخب العراق لكرة اليد «رجال»

المشاركة في دورة التضامن الإسلامية «باكو 2017» – (المركز الثالث). 2017
- نادي الشرطة العراقي

بطولة الدوري العام للرجال (المركز الأول). 2017-2018
المشاركة في البطولة الاسيوية للأندية أبطال الدوري للرجال لكرة اليد «حيدر اباد – الهند». 2017
المشاركة في البطولة العربية الثالثة عشر أبطال الكؤوس للرجال «الحمامات» / تونس - (المركز الثالث). 2017
بطولة الدوري العام للرجال (المركز الأول). 2016-2017
المشاركة في بطولة الاندية العربية «نسخه 13» ابطال الكؤوس / تونس. (المركز الثالث) 2017
بطولة الدوري العام للرجال (المركز الأول). 2015-2016
بطولة كأس العراق للرجال (المركز الثالث). 2015-2016
- منتخب العراق الوطني «ناشئين»

المشاركة في بطولة كأس الرئيس «ناشئين» / إيران. 2016
المشاركة في بطولة كاس اسيا السابعة «ناشئين» / البحرين. 2016
المشاركة في البطولة العربية الثامنة «ناشئين» / السعودية. 2015
- منتخب العراق لكرة اليد «رجال»

المشاركة في بطولة كاس اسيا السادسة عشر للرجال المؤهلة لمونديال قطر 2015 / البحرين. 2014
- نادي نفط الجنوب العراقي

بطولة الدوري العام للرجال (المركز الأول). 2014-2015
المشاركة في بطولة الأمير فيصل بن فهد العربية «نسخه 31» للاندية / تونس. 2014
بطولة الدوري العام للرجال (المركز الأول). 2013-2014
المشاركة في بطولة الاندية الاسيوية السادسة عشر – الدوحة (قطر). 2013
المشاركة في بطولة الاندية العربية العاشرة ابطال الدوري والكاس – مراكش (المغرب). 2013
بطولة الدوري العام للرجال (المركز الثاني). 2013
المشارك في بطولة الاندية العربية للاندية الابطال «نسخه 29» – بركان (المغرب). 2012
- نادي باربار البحريني

بطولة الدوري العام للرجال (المركز الثاني). 2011
بطولة الكأس التنشيطية للرجال (المركز الأول). 2011
بطولة دوري الشباب (المركز الأول). 2011
بطولة كأس الشباب (المركز الأول). 2011
- المنتخب العراقي لكرة اليد (رجال – ناشئين – المدرسي)

المشارك في البطولة كأس اسيا «نسخه 14» للرجال المؤهلة لمونديال السويد 2010 / لبنان. 2010
المشارك في بطولة كاس اسيا للناشئين «نسخة 4» المؤهلة لمونديال الأرجنتين 2010 / الإمارات. 2010
المشاركة في الدورة الرياضية المدرسية العربية «نسخه 18» / لبنان. 2010 
- نادي الصداقة اللبناني

المشارك في بطوة الاندية الاسيوية «نسخة 11» / جدة – (السعودية). 2009
بطولة الدوري العام للرجال (المركز الثاني). 2009
بطولة كأس لبنان للرجال (المركز الثاني). 2009
- النادي الاهلي الأردني

بطولة كأس الأردن للرجال (المركز الأول). 2008
بطولة الدوري العام للرجال (المركز الثاني). 2008
- المنتخب اللبناني الوطني «رجال»

المشارك في البطولة كأس اسيا «نسخه 13» للرجال المؤهلة لمونديال كرواتيا 2009 / إيران. 2008
- نادي المشعل بدنايل اللبناني

بطولة الدوري العام للرجال (المركز الأول). 2007-2008
- نادي السد اللبناني

بطولة كأس لبنان للرجال (المركز الأول). 2007
بطولة رمضان الدولية لكرة اليد (المركز الثالث) / الأردن. 2007
- نادي القادسية السعودي

بطولة الاندية العربية ابطال الدوري «نسخة 27» – الدمام / السعودية. 2006-2007
بطولة الأمير حسن الدولية «نسخه 7» (المركز الثالث) – عمان / الأردن. 2006-2007
بطولة الدوري العام للرجال. 2006-2007
بطولة كأس السعودية للرجال (المركز الثالث). 2006-2007
بطولة النخبة للرجال. 2006-2007 
- نادي النجمة البحريني

بطولة اندية مجلس التعاون الخليجي «نسخة 26» (المركز الثاني) / الإمارات. 2006
- نادي باربار البحريني

بطولة الدوري العام للرجال (المركز الأول). 2003-2004
بطولة كأس البحرين للرجال (المركز الأول). 2003-2004
المشاركة في بطولة الاندية الاسيوية «نسخه 7» (المركز الثالث) / إيران. 2004
بطولة اندية المجلس التعاون الخليجي «نسخة 25» / الكويت. 2005
بطولة الدوري العام للرجال (المركز الثاني). 2004-2005
المشاركة في بطولة الاندية الاسيوية «نسخه 6» / لبنان. 2003
بطولة كأس السوبر للرجال (المركز الثاني). 2003-2004
بطولة كأس الاتحاد العام «ت 20عام» (المركز الثاني). 2003-2004
بطولة كأس الاشبال «ت 14 عام» (المركز الأول). 2004-2005
بطولة الدوري العام «ت 14عام» (المركز الثالث). 2004-2005
- نادي السلط الأردني

بطولة الدوري العام للرجال (المركز الأول). 2000-2001
بطولة الدوري العام للرجال (المركز الأول). 2001-2002
المشاركة في بطولة الاندية العربية «نسخة 24» ابطال الدوري / سوريا. 2002
بطولة كأس الأردن للرجال (المركز الثاني). 2002
- المنتخب الأردني (الشباب – المدرسي «بنين – بنات»)

المشاركة في البطولة العربية للشباب «نسخه 1» / الأردن. 2001
المشاركة في البطولة المدرسية للبنين: نسخه 1" / الأردن. 2001
المشاركة في بطولة الأمير حسن «بنين» / الأردن. 2001
المشاركة في البطولة المدرسية للبنات «نسخه 1» / الأردن. 2001
المشاركة في بطولة اليرموك للجامعات «بنات» / الأردن. 2001 
- منتخب لبنان للرجال

الاشراف على تدريب المنتخب الوطني. 2009-2010
- نادي الصداقة اللبناني

بطولة الدوري العام للرجال (المركز الأول). 2000
بطولة الدوري العام للرجال (المركز الأول). 2000
بطولة الدوري العام للرجال (المركز الثاني). 1999
المشاركة في بطولة الاندية العربية «نسخه 21» ابطال الدوري / الأردن. 1999
المشاركة في بطولة الاندية العربية «نسخه 3» ابطال الكؤوس / تونس. 1999
المشاركة في بطولة الصداقة (المركز الأول) / لبنان. 1997
المشاركة في بطولة الاندية العربية «نسخه 19» ابطال الدوري / الإمارات. 1997
بطولة الدوري العام للرجال (المركز الأول). 1997
بطولة الدوري العام للشباب (المركز الأول). 1997
بطولة الدوري العام للناشئين (المركز الأول). 1997 
- المنتخب الأردني الوطني (رجال – سيدات)

المشاركة في بطوة كاس العرب للرجال «نسخه 1» / مصر. 1998
المشاركة في بطولة كاس فلسطين للرجال «نسخه 6» (المركز الثالث) / الأردن. 1993
المشاركة في بطولة بغداد للرجال «نسخه 5» (المركز الثاني) / العراق. 1993
- نادي الاهلي الأردني

بطولة كأس الأردن للرجال (المركز الأول). 1996
بطولة الدوري العام للرجال (المركز الأول). 1996
المشاركة في بطولة الاندية العربية «نسخه 17» ابطال الدوري / مصر. 1995
بطولة كأس الكؤوس للرجال (المركز الأول). 1995
بطولة كأس الأردن للرجال (المركز الأول). 1995
بطولة الدوري العام للرجال (المركز الأول). 1995
بطولة كأس الأردن للرجال (المركز الأول). 1994
بطولة الدوري العام للرجال (المركز الأول). 1994
بطولة الدوري العام للرجال (المركز الأول). 1993
- نادي الكرخ العراقي

بطولة الدوري العام للرجال (المركز الأول). 1991-1992
- نادي الرشيد العراقي

بطولة الدوري العام للرجال (المركز الأول). 1990/1991
بطولة اندية مجلس التعاون العربي (المركز الأول) / الأردن. 1990
بطولة الدوري العام للرجال (المركز الأول). 1989/1990
المشاركة في بطولة الاندية العربية «نسخه 14» (المركز الثالث) / المغرب. 1989
بطولة الدوري العام للرجال (المركز الأول). 1988/1989
بطولة الدوري العام للرجال (المركز الأول). 1987/1988
المشاركة في بطولة الاندية العربية «نسخة 13» (المركز الثاني) / تونس. 1988
بطولة الدوري العام للرجال (المركز الأول). 1986/1987
بطولة الدوري العام للرجال (المركز الأول). 1985/1986
المشاركة في بطولة الربيع (المركز الأول) / الإمارات. 1986
- المنتخب العراقي الوطني (رجال)

المشاركة في بطولة الاهرام الدولية / مصر. 1990
المشاركة في بطولة البسفور الدولية (المركز الثاني) / تركيا. 1990
المشاركة في بطولة بغداد الدولية «نسخه 4» (المركز الثاني) / العراق. 1990
المشاركة في بطولة بغداد الدولية «نسخه 3» (المركز الثالث) / العراق. 1989
المشاركة في بطولة بغداد الدولية «نسخه 1» (المركز الأول) / العراق. 1987
المشاركة في بطولة انقرا الدولية (المركز الثاني) / تركيا. 1985
المشاركة في الدورة الرياضية العربية / المغرب. 1985
المشاركة في بطولة هونغ كونغ الدولية (المركز الثالث) / هونغ كونغ. 1985
- نادي الجيش العراقي

المشاركة في بطولة الاندية العربية «نسخه 9» / السعودية. 1984
بطولة الدوري العام للرجال (المركز الأول). 1984-1985
- المنتخب العراقي الوطني «ناشئين»

المشاركة في البطولة العربية للناشئين «نسخه 1» / السعودية. 1983
المشاركة في بطولة بارتللي الدولية (المركز الثالث) / السويد. 1981